# Seulalah
Seulalah is een bestuurslaag in het regentschap Langsa van de provincie Atjeh, Indonesië. Seulalah telt 4578 inwoners (volkstelling 2010).